# Nati il 19 marzo

## XIII secolo(1)
- 1206 - Güyük, condottiero mongolo († 1248)

## XIV secolo(2)
- 1358 - Elisabetta di Boemia, nobile († 1373)
- 1382 - Luca degli Albizi, politico e mercante italiano († 1458)

## XV secolo(4)
- 1434 - Ashikaga Yoshikatsu, militare giapponese († 1443)
- 1466 - Giovanni di Leonardo Carnesecchi, politico italiano († 1527)
- 1467 - Bartolomeo della Rocca, astrologo italiano († 1504)
- 1488 - Giovanni Magno, arcivescovo cattolico, teologo e storico svedese († 1544)

## XVI secolo(13)
- 1503 - Benedetto Varchi, umanista, scrittore e storico italiano († 1565)
- 1534 - José de Anchieta, gesuita, linguista e missionario spagnolo († 1597)
- 1534 - Lodovico Capponi juniore, banchiere italiano († 1614)
- 1540 - Annibale Guasco, poeta italiano († 1619)
- 1542 - Jan Zamoyski, polacco († 1605)
- 1547 - Carlo Pascale, letterato e diplomatico italiano († 1625)
- 1553 - Anna de' Medici, nobile italiana († 1553)
- 1574 - Osta Morat, ammiraglio tunisino († 1640)
- 1583 - Secondo Lancellotti, scrittore e religioso italiano († 1643)
- 1590 - William Bradford, politico britannico († 1657)
- 1591 - Dirck Hals, pittore e disegnatore olandese († 1656)
- 1595 - Carlo di Ferdinando de' Medici, cardinale e vescovo italiano († 1666)
- 1599 - Antonio Pérez, teologo, filosofo e gesuita spagnolo († 1649)

## XVII secolo(14)
- 1601 - Alonso Cano, scultore, architetto e pittore spagnolo († 1667)
- 1617 - Johannes Goedaert, incisore, pittore e naturalista olandese († 1668)
- 1626 - Robert Bruce, II conte di Elgin, nobile e politico scozzese († 1685)
- 1629 - Alessio Michajlovič, sovrano († 1676)
- 1642 - Giuseppe Sacripante, cardinale italiano († 1727)
- 1647 - Anna Elisabetta di Anhalt-Bernburg, nobile († 1680)
- 1649 - Marie Morin, scrittrice, storica e monaca cristiana canadese († 1730)
- 1655 - Giuseppe Zambeccari, anatomista italiano († 1728)
- 1661 - Francesco Gasparini, compositore italiano († 1727)
- 1662 - Giovanni di Leiningen-Dagsburg-Falkenburg, nobiluomo tedesco († 1698)
- 1684 - Jean Astruc, medico francese († 1766)
- 1686 - Andrea Corner, politico e diplomatico italiano († 1730)
- 1695 - Christian Seybold, pittore tedesco († 1768)
- 1698 - Giuseppe Gallarati, vescovo cattolico italiano († 1767)

## XVIII secolo(61)
- 1704 - Francesco Gaetano Incontri, arcivescovo cattolico italiano († 1781)
- 1711 - Jan Josef Brixi, compositore e organista ceco († 1762)
- 1715 - Louis-Joseph Le Lorrain, pittore, incisore e decoratore francese († 1759)
- 1716 - Guillaume Coustou, il Giovane, scultore francese († 1777)
- 1716 - Giuseppe Zocchi, pittore, incisore e disegnatore italiano († 1767)
- 1720 - Carl Friedrich von Bassewitz, politico tedesco († 1783)
- 1721 - Francesco Sabatini, architetto italiano († 1797)
- 1728 - Pieter-Jozef Verhaghen, pittore fiammingo († 1811)
- 1730 - Pierre-Philippe Choffard, disegnatore e incisore francese († 1809)
- 1730 - José Clavijo y Fajardo, giornalista spagnolo († 1806)
- 1730 - Maria Felicita di Savoia, principessa († 1801)
- 1731 - Gabriela Silang, condottiera, patriota e rivoluzionaria filippina († 1763)
- 1732 - Giovanni Domenico Straticò, vescovo cattolico, teologo e letterato italiano († 1799)
- 1734 - Vicente Antonio García de la Huerta, poeta e drammaturgo spagnolo († 1787)
- 1736 - Joseph Hickel, pittore austriaco († 1807)
- 1736 - Orazio Lupis, presbitero, storico e poeta italiano († 1816)
- 1737 - Grandmesnil, attore teatrale e drammaturgo francese († 1816)
- 1738 - Túpac Amaru II, rivoluzionario peruviano († 1781)
- 1738 - Antonio Maria Gardini, vescovo cattolico italiano († 1800)
- 1739 - Charles-François Lebrun, politico francese († 1824)
- 1740 - Teodoro Viero, editore e incisore italiano († 1819)
- 1741 - Giuseppe Bartolomeo Menochio, vescovo cattolico italiano († 1823)
- 1744 - Giuseppe Venita, patriota italiano († 1822)
- 1745 - Johann Peter Frank, medico e igienista tedesco († 1821)
- 1748 - Luca Cubeddu, poeta e predicatore italiano († 1828)
- 1748 - Giuseppe Antonio Fabbrini, pittore italiano
- 1748 - Elias Hicks, carpentiere, agricoltore e sacerdote statunitense († 1830)
- 1749 - Luigi Fantoni, storico e letterato italiano († 1808)
- 1749 - Luisa Anna di Hannover, principessa inglese († 1768)
- 1750 - André Joseph Abrial, magistrato e politico francese († 1828)
- 1751 - Francesco Gallarati Scotti, giurista, giudice e nobile italiano († 1827)
- 1751 - Maria Giuseppina d'Asburgo-Lorena, nobile austriaca († 1767)
- 1752 - Giuseppe Colucci, storico e antiquario italiano († 1809)
- 1759 - Henri Auguste, orafo francese († 1816)
- 1759 - Domenico Pellegrini, pittore italiano († 1840)
- 1760 - Giuseppe Errante, pittore italiano († 1821)
- 1763 - Giuseppe de Samuele Cagnazzi, politico italiano († 1837)
- 1768 - François Joseph Bosio, scultore monegasco († 1845)
- 1768 - Rosalie Lamorlière, francese († 1848)
- 1768 - Giuseppe Micali, archeologo e storico italiano († 1844)
- 1771 - Giuseppe Grabinski, ufficiale polacco († 1843)
- 1773 - Alessandro Trivulzio, generale, politico e nobile italiano († 1805)
- 1774 - Mario Tirelli, religioso, rivoluzionario e giudice italiano
- 1776 - Vasilij Andreevič Tropinin, pittore russo († 1857)
- 1777 - Anton Reinhard Falck, politico olandese († 1832)
- 1778 - Costanzo Gazzera, archeologo e politico italiano († 1859)
- 1778 - Alexandre Moreau de Jonnès, militare francese († 1870)
- 1780 - José Joaquín de Olmedo, politico e poeta ecuadoriano († 1847)
- 1782 - Wilhelm von Biela, ufficiale e astronomo austriaco († 1856)
- 1784 - José Prudencio Padilla, militare colombiano († 1828)
- 1785 - Friedrich Karl Köpke, filologo e educatore tedesco († 1865)
- 1785 - Pierre-Joseph-Guillaume Zimmermann, compositore e pianista francese († 1853)
- 1786 - Karl Jakob Theodor Leybold, pittore austriaco († 1844)
- 1787 - Delphine LaLaurie, serial killer statunitense († 1849)
- 1791 - Ángel de Saavedra, scrittore, poeta e drammaturgo spagnolo († 1865)
- 1794 - Giovanni Battista Cavedalis, patriota italiano († 1858)
- 1794 - Pierre-Médard Diard, naturalista e esploratore francese († 1863)
- 1797 - Józef Korzeniowski, scrittore polacco († 1863)
- 1797 - Giuseppe Luigi Passino, politico italiano († 1874)
- 1797 - Wilhelm Radziwiłł, nobile e generale polacco († 1870)
- 1799 - William Rutter Dawes, astronomo britannico († 1868)

## XIX secolo(218)
- 1801 - Salvadore Cammarano, librettista e commediografo italiano († 1852)
- 1801 - Heinrich Joseph Wetzer, orientalista tedesco († 1853)
- 1801 - Eduard Caspar Jacob von Siebold, ginecologo tedesco († 1861)
- 1803 - Giuseppe Malmusi, politico e patriota italiano († 1865)
- 1803 - Felice Schiavoni, pittore italiano († 1881)
- 1806 - Scipione Sighele, magistrato e politico italiano († 1884)
- 1806 - Josephine Zehnder-Stadlin, pedagogista svizzera († 1875)
- 1807 - Jean-Baptiste-Antoine Lassus, architetto e restauratore francese († 1857)
- 1807 - Félicien de Saulcy, archeologo e numismatico francese († 1880)
- 1809 - Rodolfo d'Afflitto, politico italiano († 1872)
- 1809 - Fredrik Pacius, compositore e direttore d'orchestra tedesco († 1891)
- 1810 - Abigail Bush, attivista statunitense († 1898)
- 1811 - Carlo Maria Bracorens di Savoiroux, nobile e generale italiano († 1876)
- 1811 - Josef Kling, compositore di scacchi tedesco († 1876)
- 1811 - Giuseppe Ravizza, inventore italiano († 1885)
- 1812 - Joseph-Hugues Fabisch, scultore francese († 1886)
- 1812 - Giuseppe Palizzi, pittore italiano († 1888)
- 1812 - Francesco Paolo Perez, politico, scrittore e critico letterario italiano († 1892)
- 1813 - David Livingstone, medico, missionario e esploratore scozzese († 1873)
- 1814 - Joseph-Eugène Lacroix, architetto francese († 1873)
- 1816 - Jean-François Bettex, giudice e politico svizzero († 1887)
- 1816 - Ek'at'erine Ch'avch'avadze, nobile georgiana († 1882)
- 1816 - Paolo Giacometti, drammaturgo italiano († 1882)
- 1816 - Johannes Verhulst, compositore e direttore d'orchestra olandese († 1891)
- 1817 - Miriam Bannister, supercentenaria britannica († 1928)
- 1817 - Jozef Miloslav Hurban, scrittore, politico e pastore protestante slovacco († 1888)
- 1818 - Pietro Monticelli, politico e patriota italiano († 1864)
- 1818 - Petar Preradović, poeta croato († 1872)
- 1818 - Jean Louis Protche, ingegnere francese († 1886)
- 1819 - Carolina d'Assia-Homburg, principessa († 1872)
- 1820 - Charles Ferdinand Gambon, avvocato e politico francese († 1887)
- 1820 - George May Phelps, inventore statunitense († 1888)
- 1820 - Camillo Torreggiani, scultore italiano († 1896)
- 1821 - Carlo Aletti, organaro italiano († 1899)
- 1821 - Richard Francis Burton, esploratore, traduttore e orientalista britannico († 1890)
- 1822 - Dmitrij Vasil'evič Grigorovič, scrittore russo († 1900)
- 1822 - Antonio Puccinelli, pittore italiano († 1897)
- 1823 - Adelgonda di Baviera, principessa († 1914)
- 1824 - Heinrich Hofmann, pittore tedesco († 1911)
- 1824 - Léon Richer, giornalista e filosofo francese († 1911)
- 1825 - José Antônio Pereira, esploratore brasiliano († 1900)
- 1826 - Henri Osti, fotografo svedese († 1914)
- 1827 - Anselmo Vivanti, patriota italiano († 1890)
- 1831 - Francesco Carega, politico e agronomo italiano († 1905)
- 1831 - Franz Senn, presbitero e alpinista austriaco († 1884)
- 1832 - Ármin Vámbéry, storico, linguista e orientalista ungherese († 1913)
- 1833 - Auguste Allongé, pittore, illustratore e incisore francese († 1898)
- 1834 - Francesco Acri, filosofo italiano († 1913)
- 1837 - Eugen von Lommel, fisico tedesco († 1899)
- 1838 - Josef Julius Wecksell, poeta e drammaturgo finlandese († 1907)
- 1839 - Giuseppe Domenico Felli, scultore italiano († 1897)
- 1841 - Giuseppa Bolognara Calcagno, patriota italiana († 1900)
- 1841 - Georg von Hauberrisser, architetto austriaco († 1922)
- 1843 - Giuseppe Perrotta, compositore italiano († 1910)
- 1844 - Minna Canth, scrittrice finlandese († 1897)
- 1844 - Innocenzo da Berzo, presbitero italiano († 1890)
- 1845 - Ramón Allende Padin, medico e politico cileno († 1884)
- 1845 - José Pedro Varela, sociologo, giornalista e politico uruguaiano († 1879)
- 1845 - Karl Weigert, patologo tedesco († 1904)
- 1846 - Albert Atterberg, chimico e scienziato svedese († 1916)
- 1846 - Emilia Bernacchi, danzatrice italiana († 1902)
- 1846 - Luigi Torrigiani, avvocato, imprenditore e politico italiano († 1925)
- 1847 - Frank Wigglesworth Clarke, geologo e chimico statunitense († 1931)
- 1847 - Johann Maria Hildebrandt, esploratore e botanico tedesco († 1881)
- 1847 - Eduardo López de Romaña, politico peruviano († 1912)
- 1847 - Albert Pinkham Ryder, pittore statunitense († 1917)
- 1848 - Wyatt Earp, pistolero statunitense († 1929)
- 1848 - Eduard Raehlmann, oculista tedesco († 1917)
- 1849 - Ottó Baditz, pittore ungherese († 1936)
- 1849 - Tito Checchi, militare e scrittore italiano († 1867)
- 1849 - Alfred von Tirpitz, ammiraglio tedesco († 1930)
- 1850 - Cesare Mangili, banchiere italiano († 1917)
- 1851 - Luigi Acconci, medico italiano († 1900)
- 1851 - Adolfo Bartoli, fisico italiano († 1896)
- 1851 - Max Bastelberger, entomologo e medico tedesco († 1916)
- 1851 - Federico Francesco III di Meclemburgo-Schwerin, sovrano tedesco († 1897)
- 1851 - Léo-Paul Robert, pittore svizzero († 1923)
- 1851 - Pierre Xavier Emmanuel Ruffey, generale francese († 1928)
- 1851 - Roque Sáenz Peña, politico e avvocato argentino († 1914)
- 1851 - Vittorio Savorini, storico italiano († 1925)
- 1851 - Filippo Torrigiani, diplomatico e politico italiano († 1924)
- 1853 - Tullo Masi, generale, patriota e politico italiano († 1915)
- 1854 - Marie Tannæs, pittrice norvegese († 1939)
- 1856 - Louis Bourgeois, architetto canadese († 1930)
- 1857 - Bruno Banchini, pallonista italiano († 1937)
- 1857 - Herluf Winge, zoologo danese († 1923)
- 1857 - Maria José di Braganza, principessa portoghese († 1943)
- 1858 - Giuseppe Ciancio, generale italiano († 1932)
- 1858 - Kang Youwei, filosofo cinese († 1927)
- 1858 - David McMackon, tiratore a volo canadese († 1922)
- 1859 - Crispino Bonagente, militare italiano († 1934)
- 1859 - Ellen Gates Starr, attivista e educatrice statunitense († 1940)
- 1859 - Ernst Gottlob Orthmann, ginecologo tedesco († 1922)
- 1859 - Giovanni Pascale, oncologo e politico italiano († 1936)
- 1860 - Luigi Bertelli, scrittore, giornalista e poeta italiano († 1920)
- 1860 - William Jennings Bryan, politico statunitense († 1925)
- 1860 - Vasilij Egorovič Flug, generale russo († 1955)
- 1860 - Carl Hering, ingegnere statunitense († 1926)
- 1861 - Joseph MacRory, cardinale e arcivescovo cattolico britannico († 1945)
- 1861 - Josephine Marcus, attrice statunitense († 1944)
- 1862 - Arturo Cozzaglio, geologo e ingegnere italiano († 1950)
- 1862 - Adolf Kneser, matematico tedesco († 1930)
- 1862 - Matilde di Sassonia, principessa tedesca († 1933)
- 1862 - Ruggero Panerai, pittore e illustratore italiano († 1923)
- 1864 - Alberto Pisa, pittore italiano († 1930)
- 1864 - Charles Marion Russell, pittore statunitense († 1926)
- 1865 - William Wheeler, entomologo statunitense († 1937)
- 1866 - André Bellessort, poeta, saggista e insegnante francese († 1942)
- 1866 - Emilio De Bono, generale, poliziotto e politico italiano († 1944)
- 1866 - Pietro Augusto di Sassonia-Coburgo-Koháry, principe († 1934)
- 1867 - Paolo Ciulla, falsario, fotografo e incisore italiano († 1931)
- 1868 - Senda Berenson Abbott, allenatrice di pallacanestro statunitense († 1954)
- 1868 - Luigi Stefano Giarda, violoncellista e compositore italiano († 1952)
- 1869 - Józef Mehoffer, artista, pittore e decoratore polacco († 1946)
- 1870 - Daria de Beauharnais, nobildonna russa († 1937)
- 1871 - Achille Beltrame, illustratore e pittore italiano († 1945)
- 1871 - Maria Vetsera, nobildonna austriaca († 1889)
- 1872 - Gaetano Chiaromonte, scultore e pittore italiano († 1962)
- 1872 - Sergej Pavlovič Djagilev, impresario teatrale e direttore artistico russo († 1929)
- 1873 - Cecil Hepworth, produttore cinematografico, regista e attore britannico († 1953)
- 1873 - Betty Nansen, attrice, regista e direttrice teatrale danese († 1943)
- 1873 - Giuseppe Prato, economista e storico italiano († 1928)
- 1873 - Max Reger, compositore, organista e pianista tedesco († 1916)
- 1874 - Giovanni Antonio Aprosio, militare italiano († 1918)
- 1874 - Arthur Hoyt, attore statunitense († 1953)
- 1875 - Azeglio Bemporad, astronomo e matematico italiano († 1945)
- 1875 - Edward Fielding, attore statunitense († 1945)
- 1875 - George Pearson, regista inglese († 1973)
- 1875 - Gustav Wyneken, pedagogo e scrittore tedesco († 1964)
- 1875 - Zhang Zuolin, generale e politico cinese († 1928)
- 1876 - Felix Jacoby, filologo classico, grecista e bibliografo tedesco († 1959)
- 1876 - John Hubert Marshall, archeologo britannico († 1958)
- 1877 - Franz Joseph Emil Fischer, chimico tedesco († 1947)
- 1877 - Penrhyn Stanlaws, illustratore e regista statunitense († 1957)
- 1878 - Joseph Ravannack, canottiere statunitense († 1910)
- 1878 - Enrico Saroldi, scultore, incisore e medaglista italiano († 1954)
- 1878 - Henricus Tromp, canottiere olandese († 1962)
- 1879 - Mattia Farina, imprenditore e politico italiano († 1961)
- 1879 - Hugh Grosvenor, II duca di Westminster, nobile e ufficiale inglese († 1953)
- 1880 - Antonio Ballesteros Beretta, storico spagnolo († 1949)
- 1881 - Michele Crisafulli Mondìo, politico italiano († 1943)
- 1881 - Mauritz Johansson, tiratore a segno svedese († 1966)
- 1881 - Edith Nourse Rogers, politica e attivista statunitense († 1960)
- 1881 - Ezio Rosi, generale italiano († 1963)
- 1882 - Élaine Greffulhe, nobile francese († 1958)
- 1882 - Gaston Lachaise, scultore statunitense († 1935)
- 1882 - George Marston, artista e esploratore britannico († 1940)
- 1882 - Heinrich Remlinger, militare tedesco († 1946)
- 1882 - Tommaso Siciliani, avvocato, giurista e politico italiano († 1964)
- 1882 - Aleksander Skrzyński, politico polacco († 1931)
- 1882 - Sergej Jur'evič Sudejkin, scenografo e pittore russo († 1946)
- 1883 - Enrico Cardile, scrittore, poeta e giornalista italiano († 1951)
- 1883 - Josef Matthias Hauer, compositore e musicologo austriaco († 1959)
- 1883 - Walter Norman Haworth, chimico britannico († 1950)
- 1883 - Peter Hol, ginnasta norvegese († 1981)
- 1883 - Oreste Mazzia, calciatore italiano († 1918)
- 1883 - Raffaello Santarelli, storico e poeta italiano († 1939)
- 1883 - Joseph Stilwell, generale statunitense († 1946)
- 1884 - Mario Bettinotti, politico e giornalista italiano († 1967)
- 1884 - Francesco Fancello, politico e scrittore italiano († 1970)
- 1885 - Tod Slaughter, attore britannico († 1956)
- 1885 - Giuseppe Dalla Torre, giornalista italiano († 1967)
- 1885 - Margaret Harwood, astronoma statunitense († 1979)
- 1885 - Antonio Negro, sindacalista, politico e antifascista italiano († 1963)
- 1885 - Giuseppe Ugolini, militare italiano († 1920)
- 1886 - Giuseppe Mario Bellanca, ingegnere aeronautico italiano († 1960)
- 1886 - Michelangelo Guidi, islamista e arabista italiano († 1946)
- 1886 - Maurice Henneberg, calciatore svizzero († 1964)
- 1886 - Vincenzo Marcellusi, poeta italiano († 1962)
- 1887 - Guido Ferrazza, architetto e urbanista italiano († 1961)
- 1887 - José Méndez, giocatore di baseball cubano († 1928)
- 1888 - Josef Albers, pittore tedesco († 1976)
- 1888 - Pina Gallini, attrice italiana († 1974)
- 1888 - Piero Portaluppi, architetto, urbanista e storico dell'architettura italiano († 1967)
- 1888 - Léon Scieur, ciclista su strada belga († 1969)
- 1890 - Ernst von Althaus, militare e aviatore tedesco († 1946)
- 1890 - Jennie Fletcher, nuotatrice britannica († 1968)
- 1890 - Vincenzo Venerosi Pesciolini, nobile e politico italiano († 1967)
- 1890 - Giuseppe Paolo Vitrotti, direttore della fotografia italiano († 1974)
- 1890 - Gayne Whitman, attore e sceneggiatore statunitense († 1958)
- 1891 - Gabriella Conti Armellini, astronoma italiana († 1974)
- 1891 - Gustav Deutsch, calciatore austriaco († 1967)
- 1891 - Gioacchino Maglioni, compositore e violinista italiano († 1966)
- 1891 - Innocenzo Sabbatini, architetto italiano († 1983)
- 1891 - Hitoshi Sasaki, calciatore e allenatore di calcio giapponese († 1982)
- 1891 - Earl Warren, giurista e politico statunitense († 1974)
- 1892 - Hermann von Witzleben, generale tedesco († 1976)
- 1893 - Giuseppe Praga, storico e archivista italiano († 1958)
- 1893 - José María Velasco Ibarra, politico ecuadoriano († 1979)
- 1894 - Joseph Kane, regista, montatore e produttore cinematografico statunitense († 1975)
- 1894 - Sabiha Sultan, principessa ottomana († 1971)
- 1894 - Frank Shea, velocista statunitense († 1978)
- 1895 - Isobel Baillie, soprano scozzese († 1983)
- 1895 - Marcel Vanco, calciatore francese († 1987)
- 1896 - Martti Aho, militare finlandese († 1968)
- 1896 - Camillo Arduino, ciclista su strada italiano († 1988)
- 1896 - Uwel Pierallini, arbitro di calcio italiano († 1972)
- 1896 - Jean Wiener, pianista e compositore francese († 1982)
- 1897 - Adriano Auguadri, militare italiano († 1941)
- 1897 - Joë Bousquet, poeta francese († 1950)
- 1897 - Betty Compson, attrice e produttrice cinematografica statunitense († 1974)
- 1897 - Enrico Dall'Era, dirigente sportivo, arbitro di calcio e calciatore italiano
- 1897 - Joseph Darnand, politico e militare francese († 1945)
- 1897 - Maffo Vialli, biologo italiano († 1983)
- 1898 - Armando Borgioli, baritono italiano († 1945)
- 1898 - Giuseppe Pizzirani, politico italiano
- 1898 - Adalberto di Savoia-Genova, generale italiano († 1982)
- 1899 - Giorgio Cicogna, scrittore e inventore italiano († 1932)
- 1899 - Oronzio De Nora, imprenditore e ingegnere elettrotecnico italiano († 1995)
- 1899 - José Echeveste, calciatore spagnolo († 1982)
- 1899 - Reinhard von Koenig-Fachsenfeld, designer tedesco († 1992)
- 1899 - Cesare Pagnini, politico, giornalista e storico italiano († 1989)
- 1899 - Aksel Sandemose, scrittore norvegese († 1965)
- 1899 - Jan Hendrik de Boer, chimico e fisico olandese († 1971)
- 1900 - Nullo Albertelli, ingegnere italiano († 1968)
- 1900 - Mario Giorgini, ammiraglio italiano († 1977)
- 1900 - Frédéric Joliot-Curie, fisico francese († 1958)
- 1900 - René Lorain, velocista francese († 1984)

## XX secolo(911)
- 1901 - Attilio Beltramino, missionario e vescovo cattolico italiano († 1965)
- 1901 - Gottfried von Bismarck-Schönhausen, politico tedesco († 1949)
- 1901 - Dick Eve, tuffatore australiano († 1969)
- 1901 - Umberto Forti, matematico e storico della scienza italiano († 1987)
- 1901 - Gino Levi Martinoli, dirigente d'azienda italiano († 1996)
- 1901 - Jo Mielziner, scenografo statunitense († 1976)
- 1901 - Henrik Nádler, calciatore ungherese († 1944)
- 1902 - Joseph Colomb, presbitero, filosofo e teologo francese († 1979)
- 1902 - Raul Radice, scrittore, giornalista e critico letterario italiano († 1988)
- 1902 - Umberto Sampietro, politico italiano († 1977)
- 1902 - Manuel Seoane, calciatore e allenatore di calcio argentino († 1975)
- 1902 - Fu'ad Shihab, politico e generale libanese († 1973)
- 1903 - Gherardo Bosio, architetto, ingegnere e urbanista italiano († 1941)
- 1903 - José Cuatrecasas, botanico spagnolo († 1996)
- 1904 - Iris Adami Corradetti, soprano italiano († 1998)
- 1905 - Charlie Delahay, hockeista su ghiaccio canadese († 1973)
- 1905 - Mario Francisco Fortunato, calciatore argentino († 1970)
- 1905 - Jacqueline Gallay, tennista francese († 1999)
- 1905 - Eugen Neutert, tedesco († 1943)
- 1905 - Joe Rollino, strongman, sollevatore e pugile statunitense († 2010)
- 1905 - Emilia Kuster Rosselli, giornalista italiana († 1958)
- 1905 - Albert Speer, architetto e politico tedesco († 1981)
- 1905 - Miguel Zacarías, regista, produttore cinematografico e scrittore messicano († 2006)
- 1906 - Pedro Chalú, calciatore argentino
- 1906 - Adolf Eichmann, militare, funzionario e criminale di guerra tedesco († 1962)
- 1906 - Roy Roberts, attore statunitense († 1975)
- 1907 - Hans Mayer, giurista e germanista tedesco († 2001)
- 1907 - Antonino Pisano, religioso italiano († 1927)
- 1907 - Mario Salvadori, ingegnere italiano († 1997)
- 1907 - Sven Selånger, saltatore con gli sci e combinatista nordico svedese († 1992)
- 1907 - Kent Smith, attore statunitense († 1985)
- 1907 - Hans Wimmer, scultore tedesco († 1992)
- 1908 - Numa Andoire, calciatore e allenatore di calcio francese († 1994)
- 1908 - Serafino Ferruzzi, imprenditore italiano († 1979)
- 1908 - Francesco Mazzoleni, allenatore di calcio e calciatore italiano
- 1908 - Amleto Miniati, calciatore italiano († 1986)
- 1908 - George Rodger, fotoreporter inglese († 1995)
- 1908 - Christa Schröder, tedesca († 1984)
- 1909 - Renato De Manzano, calciatore italiano († 1968)
- 1909 - Atilio Demaría, calciatore e allenatore di calcio argentino († 1990)
- 1909 - Nell Hall Hopman, tennista australiana († 1968)
- 1909 - Louis Hayward, attore britannico († 1985)
- 1909 - Eva Riccioli, musicista, editrice e compositrice italiana († 1995)
- 1909 - Elżbieta Zawacka, partigiana polacca († 2009)
- 1910 - María Alba, attrice spagnola († 1996)
- 1910 - Kristiņa Grizelda, centenaria lettone († 2013)
- 1910 - Gianni Quondamatteo, etnologo, lessicografo e giornalista italiano († 1992)
- 1910 - José Rodríguez, schermidore argentino
- 1910 - Josef Schleinkofer, pugile tedesco († 1984)
- 1911 - Giuseppe Malerbi, calciatore italiano († 2004)
- 1911 - Rufino Niccacci, francescano italiano († 1976)
- 1911 - Simone Renant, attrice francese († 2004)
- 1911 - Arnold Viiding, pesista e discobolo estone († 2006)
- 1912 - Nicholas Civella, mafioso statunitense († 1983)
- 1912 - William Frankland, immunologo britannico († 2020)
- 1912 - Adolf Galland, generale e aviatore tedesco († 1996)
- 1912 - Marina Știrbei, aviatrice romena († 2001)
- 1912 - Emil Vesa, militare e aviatore finlandese († 1964)
- 1912 - Hugh Wheeler, librettista, romanziere e sceneggiatore britannico († 1987)
- 1913 - Michel Brusseaux, calciatore e allenatore di calcio francese († 1986)
- 1913 - Nello Falaschi, giocatore di football americano statunitense († 1986)
- 1913 - Giuseppe Morosini, presbitero e partigiano italiano († 1944)
- 1913 - Giuseppe Pavan, calciatore italiano
- 1913 - Rudolf Pribiš, scultore slovacco († 1984)
- 1913 - José Villanueva, pugile filippino († 1983)
- 1914 - Leonidas Alaoglu, matematico canadese († 1981)
- 1914 - Jay Berwanger, giocatore di football americano statunitense († 2002)
- 1914 - Giacomo Blason, allenatore di calcio e calciatore italiano († 1998)
- 1914 - Alberto Cangiano, politico italiano († 1998)
- 1914 - Fred Clark, attore statunitense († 1968)
- 1914 - Rita Vittadini, ginnasta italiana († 2000)
- 1915 - Franco Aimi, politico italiano († 1968)
- 1915 - Robert G. Cole, militare statunitense († 1944)
- 1915 - Galeazzo Dondi, cestista e allenatore di pallacanestro italiano († 2004)
- 1915 - Vladimir Kärk, cestista e pallavolista estone († 1998)
- 1915 - Patricia Morison, attrice e cantante statunitense († 2018)
- 1916 - Eric Christmas, attore britannico († 2000)
- 1916 - Myriam Ferretti, soprano italiano († 1998)
- 1916 - Ilmari Joensuu, aviatore e militare finlandese († 1963)
- 1916 - Geneviève Morel, attrice francese († 1989)
- 1916 - Irving Wallace, scrittore statunitense († 1990)
- 1917 - Antonio Gradoli, attore italiano († 1990)
- 1917 - Jan van Kilsdonk, teologo e presbitero olandese († 2008)
- 1917 - Erich Leibenguth, calciatore tedesco († 2005)
- 1917 - Dinu Lipatti, pianista e docente rumeno († 1950)
- 1917 - Curley Russell, contrabbassista statunitense († 1986)
- 1917 - László Szabó, scacchista ungherese († 1998)
- 1918 - Harry Derckx, hockeista su prato olandese († 1983)
- 1918 - Takehiko Fukunaga, poeta, traduttore e romanziere giapponese († 1979)
- 1918 - Ettore Girardengo, calciatore italiano († 1993)
- 1918 - Cipriano Biyehima Kihangire, vescovo cattolico ugandese († 1990)
- 1918 - Raffaele Porrani, carabiniere italiano († 1943)
- 1919 - Gertrude Elizabeth Margaret Anscombe, filosofa britannica († 2001)
- 1919 - Stefanija Astrauskaitė, cestista lituana († 1993)
- 1919 - Cornelis Berkhouwer, politico olandese († 1992)
- 1919 - Arthur Cronquist, botanico statunitense († 1992)
- 1919 - José Luis Diestro, allenatore di calcio e calciatore spagnolo († 1997)
- 1919 - José Alí Lebrún Moratinos, cardinale e arcivescovo cattolico venezuelano († 2001)
- 1919 - Florent Mathieu, ciclista su strada e pistard belga († 1999)
- 1919 - Antonio Mizzoni, militare italiano
- 1919 - Bernard Pullman, chimico francese († 1996)
- 1919 - Enzo Tarascio, attore e doppiatore italiano († 2006)
- 1919 - Lennie Tristano, pianista e compositore statunitense († 1978)
- 1919 - Greville Wynne, britannico († 1990)
- 1920 - Tige Andrews, attore statunitense († 2007)
- 1920 - Kjell Aukrust, poeta e scrittore norvegese († 2002)
- 1920 - Thermon Blacklidge, cestista statunitense († 1972)
- 1920 - Ugo Fondelli, ciclista su strada italiano († 2011)
- 1920 - Giuseppe Mancini, calciatore italiano
- 1920 - Laurent Noël, vescovo cattolico canadese († 2022)
- 1920 - Carlo Russo, politico italiano († 2007)
- 1921 - Spartaco Bandinelli, pugile italiano († 1997)
- 1921 - Émile Bongiorni, calciatore francese († 1949)
- 1921 - Tommy Cooper, attore, comico e regista britannico († 1984)
- 1921 - Aurelio Morandi, aviatore italiano († 1945)
- 1921 - Joseph Nguyễn Phụng Hiểu, vescovo cattolico vietnamita († 1992)
- 1921 - Giovanni Pisanu, vescovo cattolico italiano († 2000)
- 1921 - Joseph-Marie Trịnh Văn Căn, cardinale e arcivescovo cattolico vietnamita († 1990)
- 1922 - Guy Lewis, allenatore di pallacanestro statunitense († 2015)
- 1922 - Hiroo Onoda, militare giapponese († 2014)
- 1922 - John Van Eyssen, attore britannico († 1995)
- 1923 - Pamela Britton, attrice statunitense († 1974)
- 1923 - Serse Coppi, ciclista su strada italiano († 1951)
- 1923 - Maria Romana Catti De Gasperi, saggista, politica e partigiana italiana († 2022)
- 1923 - Oskar Fischer, politico tedesco-orientale († 2020)
- 1923 - Jannie Hoskins, attrice statunitense († 1996)
- 1923 - Murray Mitchell, cestista e allenatore di pallacanestro statunitense († 2013)
- 1923 - Henry Morgentaler, medico e attivista polacco († 2013)
- 1923 - Giuseppe Rotunno, direttore della fotografia italiano († 2021)
- 1924 - Pino Arpioni, educatore italiano († 2003)
- 1924 - Konstantin Alekseevič Berezovskij, regista sovietico († 2016)
- 1924 - Sergio Cafaro, pianista italiano († 2005)
- 1924 - Giuseppe Chiariello, carabiniere italiano († 1970)
- 1924 - Gaston Dron, pistard francese († 2008)
- 1924 - Joe Gaetjens, calciatore haitiano († 1964)
- 1924 - William Galassini, direttore d'orchestra, arrangiatore e compositore italiano († 1984)
- 1924 - Abdulah Gegić, allenatore di calcio e calciatore jugoslavo († 2008)
- 1924 - Loredana, attrice italiana († 2016)
- 1924 - Heinz Siegert, scrittore austriaco
- 1924 - Mary Wimbush, attrice inglese († 2005)
- 1925 - Zoja Abramova, archeologa sovietica († 2013)
- 1925 - Julio Canessa, generale e politico cileno († 2015)
- 1925 - Jaroslav Hun'ka, ex militare ucraino
- 1925 - Kjell Kristiansen, calciatore norvegese († 1999)
- 1925 - Heinrich Krumpfholz, ex pallanuotista austriaco
- 1925 - Pascal Marchetti, linguista francese († 2018)
- 1925 - Lino Zanettin, bobbista italiano († 2011)
- 1926 - Marcello Cesa-Bianchi, psicologo e saggista italiano († 2018)
- 1926 - Tony Collins, calciatore e allenatore di calcio inglese († 2021)
- 1926 - Shōzō Numa, scrittore di fantascienza giapponese († 2008)
- 1926 - Bill Henderson, attore e musicista statunitense († 2016)
- 1926 - Alfonso Silva, calciatore spagnolo († 2007)
- 1926 - Gordon Williams, filologo classico irlandese († 2010)
- 1926 - Valerio Zurlini, regista e sceneggiatore italiano († 1982)
- 1927 - Edoardo Calleri, imprenditore e politico italiano († 2002)
- 1927 - Donato Michele Fragassi, politico italiano († 2009)
- 1927 - Reidar Kristiansen, calciatore norvegese († 1999)
- 1927 - Juan Lombardo, ammiraglio argentino († 2019)
- 1927 - Allen Newell, psicologo, informatico e matematico statunitense († 1992)
- 1928 - Duccia Camiciotti, poetessa e scrittrice italiana († 2014)
- 1928 - Dequinha, calciatore e allenatore di calcio brasiliano († 1997)
- 1928 - Åke Johansson, calciatore svedese († 2014)
- 1928 - Hans Küng, teologo, presbitero e saggista svizzero († 2021)
- 1928 - Alfredo Lambertucci, architetto italiano († 1996)
- 1928 - Lem Winchester, vibrafonista statunitense († 1961)
- 1928 - Marie-Louise Linssen-Vaessen, nuotatrice olandese († 1993)
- 1928 - Marceline Loridan, attrice, regista e sceneggiatrice francese († 2018)
- 1928 - Giuseppe Marrazzo, giornalista italiano († 1985)
- 1928 - Patrick McGoohan, attore e regista statunitense († 2009)
- 1928 - Maria Orsini Natale, scrittrice, poetessa e giornalista italiana († 2010)
- 1928 - Jan Shepard, attrice statunitense († 2025)
- 1928 - Varduhi Varderesyan, attrice armena († 2015)
- 1928 - Rosette Wolczak, francese († 1943)
- 1929 - Harvey Cox, teologo statunitense
- 1929 - Luciana Giuntoli Gentilini, farmacista italiana († 2023)
- 1929 - Gail Kobe, attrice e produttrice televisiva statunitense († 2013)
- 1929 - Athīna Livanou, inglese († 1974)
- 1929 - Massimo Mollica, attore italiano († 2013)
- 1929 - Jim Phelan, cestista e allenatore di pallacanestro statunitense († 2021)
- 1929 - Bill Spivey, cestista statunitense († 1995)
- 1930 - Fanny Ben-Ami, scrittrice francese
- 1930 - Lina Kostenko, poetessa e scrittrice ucraina
- 1930 - Grazia Livi, giornalista, saggista e scrittrice italiana († 2015)
- 1930 - Gualtiero Marchesi, cuoco e gastronomo italiano († 2017)
- 1930 - Joseph Pastor Neelankavil, vescovo cattolico indiano († 2021)
- 1930 - Harrison Young, attore statunitense († 2005)
- 1930 - Borís Timoféevič Štókolov, basso russo († 2005)
- 1931 - Emma Andijevs'ka, poeta, scrittrice e pittrice ucraina
- 1931 - Ilija Argirov, cantante bulgaro († 2012)
- 1931 - Marceau Esquieu, scrittore e poeta francese († 2015)
- 1931 - Francesco Paolo Fulci, diplomatico italiano († 2022)
- 1931 - Bill Hoskyns, schermidore britannico († 2013)
- 1931 - Doug Laing, pallanuotista australiano († 2014)
- 1931 - Alan Newton, pistard britannico († 2023)
- 1931 - Pepe Ortiz, calciatore spagnolo († 2001)
- 1931 - Vanni Ronsisvalle, scrittore, giornalista e autore televisivo italiano
- 1931 - Józef Rubiś, fondista e biathleta polacco († 2010)
- 1931 - Mario Scaglia, scrittore e poeta italiano († 2006)
- 1931 - Dieter Schlüter, ingegnere e imprenditore tedesco († 2021)
- 1931 - Robert Trimboli, mafioso e imprenditore australiano († 1987)
- 1932 - Henry van Lieshout, missionario e vescovo cattolico olandese († 2009)
- 1932 - Shimon Shelah, ex cestista e allenatore di pallacanestro israeliano
- 1933 - Ahmed Arab, calciatore francese († 2023)
- 1933 - Lino Cappelletti, cestista italiano († 1996)
- 1933 - Luciano D'Alessandro, fotografo e giornalista italiano († 2016)
- 1933 - Enrico De Carli, cestista brasiliano
- 1933 - Phyllis Newman, attrice e cantante statunitense († 2019)
- 1933 - Zale Parry, attrice statunitense
- 1933 - Philip Roth, scrittore statunitense († 2018)
- 1933 - Michel Sabbah, patriarca cattolico palestinese
- 1933 - Renée Taylor, attrice e doppiatrice statunitense
- 1933 - Giuliano Turatti, ex calciatore italiano
- 1933 - Richard Williams, animatore e regista canadese († 2019)
- 1933 - Édson dos Santos, ex calciatore brasiliano
- 1934 - Rinus de Jong, cestista olandese († 2024)
- 1934 - Pino Mallamo, politico italiano († 2004)
- 1934 - Beppe de Tomasi, regista teatrale, attore e librettista italiano († 2016)
- 1935 - Gilbert Bozon, nuotatore francese († 2007)
- 1935 - Ian D. Cooke, medico australiano
- 1935 - Charlie Hennigan, giocatore di football americano statunitense († 2017)
- 1935 - Atanasia Ionescu, ginnasta rumena († 1990)
- 1935 - Paolo Levi, critico d'arte e saggista italiano
- 1935 - José Segú, ciclista su strada spagnolo († 2010)
- 1935 - Janne Stefansson, ex fondista svedese
- 1936 - Ursula Andress, attrice svizzera
- 1936 - Giuseppe Barigazzi, giornalista e scrittore italiano († 2003)
- 1936 - Ėduard Gufel'd, scacchista sovietico († 2002)
- 1936 - Domenico Lenarduzzi, funzionario italiano († 2019)
- 1936 - Velimir Naumović, calciatore jugoslavo († 2011)
- 1936 - José Luis Redrado Marchite, vescovo cattolico spagnolo
- 1936 - Charles Segal, filologo classico e latinista statunitense († 2002)
- 1936 - Birthe Wilke, cantante danese
- 1937 - Domenico De Dominicis, ex calciatore italiano
- 1937 - Clarence "Frogman" Henry, pianista e cantante statunitense († 2024)
- 1937 - Egon Krenz, politico tedesco
- 1937 - Mario Macalli, dirigente sportivo italiano († 2022)
- 1937 - Carlo Mazzone, calciatore e allenatore di calcio italiano († 2023)
- 1937 - Ahmed Oudjani, calciatore algerino († 1998)
- 1937 - Maurice Roëves, attore britannico († 2020)
- 1937 - Sofia Scandurra, sceneggiatrice, regista e scrittrice italiana († 2014)
- 1938 - Michele Armentani, politico italiano († 2021)
- 1938 - Giuseppe Grassotti, allenatore di calcio italiano († 2024)
- 1938 - Joe Kapp, giocatore di football americano statunitense († 2023)
- 1938 - Maria Cavaco Silva, portoghese
- 1938 - Sai Paranjpye, regista e sceneggiatrice indiana
- 1938 - Henri Villecourt, ex cestista francese
- 1939 - Sergej Lopatin, sollevatore sovietico († 2004)
- 1939 - Alceo Riosa, storico italiano († 2011)
- 1939 - José Cláudio dos Reis, dirigente sportivo brasiliano († 1999)
- 1940 - Valentino Castellani, politico e ingegnere italiano
- 1940 - Barbara Franklin, politica e dirigente d'azienda statunitense
- 1940 - Mike Keen, allenatore di calcio e calciatore inglese († 2009)
- 1940 - Karl Lennartz, storico tedesco († 2014)
- 1940 - Don Mackay, ex calciatore e allenatore di calcio scozzese
- 1940 - Andrew Mate, calciatore ungherese († 2012)
- 1940 - Carlo Minnaja, matematico, esperantista e lessicografo italiano
- 1940 - Chiara Pinfari, politica italiana († 2024)
- 1940 - Sergio Tenente, calciatore italiano († 2020)
- 1941 - Paolo Caucci von Saucken, storico e saggista italiano
- 1941 - Florence Delay, scrittrice e attrice francese († 2025)
- 1941 - Virgil Măgureanu, sociologo rumeno
- 1941 - Ole Nydahl, scrittore danese
- 1941 - Tommi Piper, attore, doppiatore e cantante tedesco
- 1941 - Enzo Restuccia, batterista italiano († 2021)
- 1941 - Karl Schuhmann, filosofo tedesco († 2003)
- 1941 - Samuel Vestey, III barone Vestey, nobile e filantropo inglese († 2021)
- 1942 - Giuseppe Brizi, calciatore e allenatore di calcio italiano († 2022)
- 1942 - Salvatore Cancemi, mafioso e collaboratore di giustizia italiano († 2011)
- 1942 - Ran Goren, generale israeliano
- 1942 - Joseph Everard Harris, arcivescovo cattolico trinidadiano
- 1942 - Rinus Israël, calciatore e allenatore di calcio olandese († 2025)
- 1942 - Jimmy Mariano, ex cestista e allenatore di pallacanestro filippino
- 1942 - Luigi Meduri, politico italiano
- 1942 - David Minge, politico e giudice statunitense
- 1942 - Bruno Romano, giurista e filosofo italiano
- 1942 - José Serra, politico e economista brasiliano
- 1943 - Maria Grazia Bon, attrice italiana († 2020)
- 1943 - Nate Bowman, cestista statunitense († 1984)
- 1943 - Francesco Bruni, linguista, storico della letteratura e italianista italiano († 2025)
- 1943 - Vito Bruschini, scrittore, autore televisivo e giornalista italiano
- 1943 - Mario Molina, chimico messicano († 2020)
- 1943 - Mario Monti, politico e economista italiano
- 1943 - Joaquim Oliveira Duarte, ex calciatore portoghese
- 1943 - Annabella Schiavone, attrice italiana († 1989)
- 1943 - Vern Schuppan, ex pilota automobilistico australiano
- 1943 - Giuseppe Tamborini, allenatore di calcio e ex calciatore italiano
- 1943 - Francisco Valdés, allenatore di calcio e calciatore cileno († 2009)
- 1944 - Sirhan Sirhan, criminale giordano
- 1944 - Viorel Lis, politico rumeno
- 1944 - Said Musa, politico beliziano
- 1944 - Aurelio Pascuttini, allenatore di calcio e ex calciatore argentino
- 1944 - Jutta Sauer, scrittrice e editrice tedesca
- 1945 - Jozef Moravčík, politico slovacco
- 1945 - Modestas Paulauskas, ex cestista e allenatore di pallacanestro sovietico
- 1945 - Charles Richards, ex pentatleta statunitense
- 1945 - Alejandro Solalinde, prete messicano
- 1946 - Bigas Luna, regista, sceneggiatore e designer spagnolo († 2013)
- 1946 - Giuseppe Corbellini, allenatore di calcio e ex calciatore italiano
- 1946 - Keith Ellis, bassista britannico († 1978)
- 1946 - Ognjan Gerdžikov, politico e giurista bulgaro
- 1946 - John Gribbin, saggista britannico
- 1946 - Roar Grønvold, ex pattinatore di velocità su ghiaccio norvegese
- 1946 - Richard Joseph Malone, vescovo cattolico statunitense
- 1946 - Tommy McConville, allenatore di calcio e calciatore irlandese († 2013)
- 1946 - Diana Soviero, soprano statunitense
- 1946 - Wang Xueqi, attore e regista cinese
- 1947 - Inge Bödding, ex velocista tedesca
- 1947 - John Cardy, fisico britannico
- 1947 - Glenn Close, attrice statunitense
- 1947 - Marinho Peres, allenatore di calcio e calciatore brasiliano († 2023)
- 1947 - Jean-Marie Mokoko, generale e politico della Repubblica del Congo
- 1947 - Armistead Neely, tennista statunitense († 2024)
- 1947 - Paolo Romeo, politico e avvocato italiano
- 1947 - Mario Toma, politico italiano
- 1947 - Erika Zuchold, ginnasta tedesca († 2015)
- 1948 - Leif Jenssen, ex sollevatore norvegese
- 1948 - Giuseppe Lorenzetti, calciatore italiano († 2013)
- 1948 - Arto Nilsson, pugile finlandese († 2019)
- 1948 - José Ángel Rojo, ex calciatore spagnolo
- 1949 - Fabio Baldas, ex arbitro di calcio italiano
- 1949 - Anna Maria Cerasoli, scrittrice e divulgatrice scientifica italiana
- 1949 - Silvano Colusso, dirigente sportivo, allenatore di calcio e ex calciatore italiano
- 1949 - Blase Cupich, cardinale e arcivescovo cattolico statunitense
- 1949 - Valerij Jakovlevič Leont'ev, cantante e attore russo
- 1949 - Andy Tomlinson, psicologo britannico
- 1950 - Nadežda Babkina, cantante, attrice e conduttrice televisiva russa
- 1950 - Patrizio Bonafè, allenatore di calcio e ex calciatore italiano
- 1950 - Nunzio De Falco, mafioso italiano († 2022)
- 1950 - Giuseppe Doldi, ex calciatore italiano
- 1950 - Mario Finotti, fotografo e giornalista italiano
- 1950 - Kenichi Hirai, ex tennista giapponese
- 1950 - Enn Kunila, imprenditore e collezionista d'arte estone
- 1950 - Valerio Liboni, cantautore, batterista e compositore italiano
- 1950 - Marina Occhiena, cantante italiana
- 1950 - Tat'jana Ovečkina, ex cestista sovietica
- 1950 - Giuseppe Palazzese, dirigente sportivo, allenatore di calcio e ex calciatore italiano
- 1950 - Jose Serofia Palma, arcivescovo cattolico filippino
- 1950 - James Redfield, scrittore statunitense
- 1950 - Giuseppina Servodio, politica italiana
- 1951 - Wiebe E. Bijker, ingegnere e filosofo olandese
- 1951 - Fabio Fatuzzo, politico italiano
- 1951 - Rainer Hollasch, ex calciatore tedesco
- 1951 - Christine Laser, ex multiplista tedesca
- 1951 - David Short, trombettista e compositore statunitense
- 1952 - Wolfgang Ambros, cantante, chitarrista e musicista austriaco
- 1952 - Joe Borg, giurista e politico maltese
- 1952 - Claudio Bortolotto, ex ciclista su strada italiano
- 1952 - Mokhtar Hasni, calciatore tunisino († 2024)
- 1952 - Károly Hauszler, pallanuotista ungherese († 2023)
- 1952 - Marc Lazar, storico e sociologo francese
- 1952 - Jörg Pfeifer, ex velocista tedesco
- 1952 - Ole Rasmussen, ex calciatore danese
- 1952 - Lars-Erik Skiöld, lottatore svedese († 2017)
- 1952 - Carmine Talarico, politico italiano
- 1952 - Joseph John Urusemal, politico micronesiano
- 1952 - Harvey Weinstein, produttore cinematografico statunitense
- 1953 - Peter Chandler, ex calciatore statunitense
- 1953 - Jill Ciment, scrittrice statunitense
- 1953 - Larry Fogle, ex cestista statunitense
- 1953 - Lenín Moreno, politico ecuadoriano
- 1953 - Nicola Muschitiello, poeta e traduttore italiano
- 1953 - Stephen Partridge, artista inglese
- 1953 - Carlton Pearson, pastore protestante e personaggio televisivo statunitense († 2023)
- 1953 - Hans Rinn, ex slittinista tedesco orientale
- 1953 - Robert Schenkkan, attore, drammaturgo e sceneggiatore statunitense
- 1953 - Billy Sheehan, bassista statunitense
- 1954 - Jill Abramson, giornalista e saggista statunitense
- 1954 - Giuseppe Alabiso, aviatore e dirigente sportivo italiano († 2015)
- 1954 - Cho Kwang-rae, allenatore di calcio e ex calciatore sudcoreano
- 1954 - Scott May, ex cestista statunitense
- 1954 - Rašid Nugmanov, regista kazako
- 1954 - Daniele Roscia, politico italiano
- 1954 - Marco Rossi-Doria, insegnante e politico italiano
- 1954 - Jorge José Emiliano dos Santos, arbitro di calcio brasiliano († 1995)
- 1955 - John Burnside, poeta e scrittore britannico († 2024)
- 1955 - Mike Coffman, politico statunitense
- 1955 - James Douglas Conley, vescovo cattolico statunitense
- 1955 - Pino Daniele, cantautore, chitarrista e compositore italiano († 2015)
- 1955 - Murat Didin, ex cestista e allenatore di pallacanestro turco
- 1955 - Pedro Hernández, ex schermidore cubano
- 1955 - Giampiero Moretti, filosofo italiano
- 1955 - Gilles Picard, pilota motociclistico e copilota di rally francese
- 1955 - Muhedin Targaj, allenatore di calcio e ex calciatore albanese
- 1955 - Bruce Willis, attore e cantante statunitense
- 1955 - Simon Yam, attore e produttore cinematografico cinese
- 1956 - Renato Ancorotti, imprenditore e politico italiano
- 1956 - Alina Fernández, attivista cubana
- 1956 - Egor Timurovič Gajdar, economista, politico e scrittore russo († 2009)
- 1956 - Chris O'Neil, ex tennista australiana
- 1957 - Claudio Bisio, comico e conduttore televisivo italiano
- 1957 - Dudley Bradley, ex cestista e allenatore di pallacanestro statunitense
- 1957 - Bill Goodson, coreografo statunitense
- 1957 - Cornelia Klier, ex canottiera tedesca
- 1957 - Magni Pétursson, ex calciatore islandese
- 1957 - Risto Punkka, biatleta finlandese († 2014)
- 1957 - José Antonio Querejeta, ex cestista e dirigente sportivo spagnolo
- 1957 - Karen Robson, attrice e avvocata australiana
- 1957 - Ovidijus Vyšniauskas, cantante lituano
- 1958 - Dragan Čavić, economista e politico bosniaco
- 1958 - Germán Chavarría, ex calciatore costaricano
- 1958 - Vincenzo Failla, attore, musicista e cantante italiano
- 1958 - Domenico Giardini, geofisico italiano
- 1958 - Giuseppe Greco, dirigente sportivo e ex calciatore italiano
- 1958 - Andy Reid, allenatore di football americano statunitense
- 1958 - Régis Simon, ex ciclista su strada francese
- 1959 - Yolanda Becerra, attivista e pacifista colombiana
- 1959 - Giuseppina Cirulli, ex ostacolista e velocista italiana
- 1959 - Ruth Coker Burks, attivista statunitense
- 1959 - Beppe Gandolfo, giornalista italiano
- 1959 - Marcelo Gleiser, fisico brasiliano
- 1959 - Serge Grouard, politico francese
- 1959 - Terry Hall, cantante e musicista britannico († 2022)
- 1959 - Anthony Marinelli, musicista, compositore e direttore d'orchestra statunitense
- 1959 - Joe Morrone, ex calciatore statunitense
- 1959 - Patrizia Rossetti, conduttrice televisiva e conduttrice radiofonica italiana
- 1960 - Simo Aalto, illusionista finlandese
- 1960 - Agustín Camacho Bayo, ex calciatore spagnolo
- 1960 - Eliane Elias, cantante, pianista e compositrice brasiliana
- 1960 - Maria Friedman, attrice, cantante e regista teatrale inglese
- 1960 - Patrik Lörtscher, giocatore di curling svizzero
- 1960 - Shkëlqim Muça, allenatore di calcio, dirigente sportivo e ex calciatore albanese
- 1960 - Hanne Pettersen, giocatrice di curling norvegese
- 1960 - Michael Urbano, batterista, programmatore e produttore discografico statunitense
- 1961 - Rune Bratseth, dirigente sportivo e ex calciatore norvegese
- 1961 - Jos Lansink, cavaliere olandese
- 1961 - Vata Matanu Garcia, ex calciatore angolano
- 1961 - Klébi Nori, cantautrice e scrittrice brasiliana
- 1961 - Jeffrey Scott Grob, arcivescovo cattolico statunitense
- 1961 - Mariolina Zitta, cestista italiana († 2024)
- 1962 - Adrian Bosshard, pilota motociclistico svizzero
- 1962 - Franz Campi, cantautore italiano
- 1962 - Nergüjn Enhbat, pugile mongolo († 2022)
- 1962 - Oleg Eprincev, ex calciatore e ex giocatore di calcio a 5 russo
- 1962 - Hans Peter Janssens, attore teatrale e baritono belga
- 1962 - Ivan Jaremčuk, ex calciatore sovietico
- 1962 - Jim Korderas, canadese
- 1962 - Jackie Shipp, ex giocatore di football americano e allenatore di football americano statunitense
- 1962 - Sun Fengwu, ex cestista e allenatore di pallacanestro cinese
- 1963 - Spartaco Albertarelli, autore di giochi italiano
- 1963 - Nina Ananiashvili, ballerina e direttrice artistica georgiana
- 1963 - Brazo de Plata, wrestler messicano († 2021)
- 1963 - Josef Čihák, ex tennista cecoslovacco
- 1963 - Marcel Damphousse, arcivescovo cattolico canadese
- 1963 - Odd Johnsen, ex calciatore norvegese
- 1963 - Neil LaBute, regista, sceneggiatore e drammaturgo statunitense
- 1963 - Geoffrey Lower, attore statunitense
- 1963 - John Joseph McDermott, vescovo cattolico statunitense
- 1963 - Ennio Nicotra, direttore d'orchestra italiano
- 1963 - Mary Scheer, attrice statunitense
- 1963 - Óscar Ulloa, ex calciatore salvadoregno
- 1963 - Jake White, allenatore di rugby a 15 sudafricano
- 1964 - Mesut Bakkal, allenatore di calcio e ex calciatore turco
- 1964 - Jean-Louis Borg, ex cestista, allenatore di pallacanestro e dirigente sportivo francese
- 1964 - Sergej Dmitriev, calciatore e allenatore di calcio sovietico († 2022)
- 1964 - Filippo Giuffrida Répaci, giornalista italiano
- 1964 - Aziz Ibrahim, chitarrista e compositore statunitense
- 1964 - Glenn Jeffery, ex giocatore di calcio a 5 australiano
- 1964 - Yōko Kanno, musicista giapponese
- 1964 - Nicola Larini, ex pilota automobilistico italiano
- 1964 - José Mercedes, ex cestista e allenatore di pallacanestro dominicano
- 1964 - La Veneno, showgirl e modella spagnola († 2016)
- 1964 - Andrea Tornielli, giornalista e scrittore italiano
- 1964 - Jake Weber, attore e doppiatore britannico
- 1964 - Roy Wegerle, ex calciatore statunitense
- 1965 - Angelo Cattaneo, militare italiano
- 1965 - Nello Cusin, allenatore di calcio e ex calciatore italiano
- 1965 - José Iglesias, ex giocatore di calcio a 5 spagnolo
- 1965 - Stuart McManus, ex calciatore scozzese
- 1965 - José Carlos Nascimento, ex calciatore brasiliano
- 1965 - Jeff Pidgeon, doppiatore e animatore statunitense
- 1965 - Luca Sani, politico italiano
- 1965 - Fred Stoller, attore, doppiatore e regista statunitense
- 1966 - Cas Anvar, attore canadese
- 1966 - Nigel Clough, allenatore di calcio e ex calciatore inglese
- 1966 - Giuseppe Manari, allenatore di calcio e ex calciatore italiano
- 1966 - Olaf Marschall, ex calciatore tedesco
- 1966 - Andrea Mazzucchi, informatico e imprenditore italiano
- 1966 - Giovanni Puggioni, ex velocista italiano
- 1966 - Qin Gang, politico e diplomatico cinese
- 1966 - Giovanni Scarantino, ex sollevatore italiano
- 1966 - Andy Sinton, ex calciatore inglese
- 1967 - Björgólfur Thor Björgólfsson, imprenditore islandese
- 1967 - Sergei Bragin, allenatore di calcio e ex calciatore estone
- 1967 - Anthony Cook, ex cestista statunitense
- 1967 - Oleksij Cybko, rugbista a 15, dirigente sportivo e politico ucraino († 2022)
- 1967 - Vladimir Konstantinov, ex hockeista su ghiaccio russo
- 1967 - Oleg Morgun, politico russo
- 1967 - Jana Neradová, ex cestista ceca
- 1967 - Paul Nioze, ex triplista seychellese
- 1967 - Daniele Pradè, dirigente sportivo italiano
- 1967 - Geraldine Somerville, attrice irlandese
- 1967 - Barbara Tucker, cantante e coreografa statunitense
- 1967 - Wim Willaert, attore e musicista belga
- 1968 - Michael Büskens, allenatore di calcio e ex calciatore tedesco
- 1968 - Tyrone Hill, ex cestista e allenatore di pallacanestro statunitense
- 1968 - Othman Karim, regista e sceneggiatore ugandese
- 1968 - Khaled Mardam-Bey, informatico palestinese
- 1968 - Nikola Milinković, allenatore di calcio e ex calciatore serbo
- 1968 - Eleonora Resta, showgirl e modella italiana († 2019)
- 1969 - Warren Barton, ex calciatore inglese
- 1969 - Tom Cross, montatore statunitense
- 1969 - Alberto Garlini, scrittore e poeta italiano
- 1969 - Gary Jules, cantautore statunitense
- 1969 - Tom McRae, cantautore britannico
- 1969 - Satoru Noda, ex calciatore e ex giocatore di calcio a 5 giapponese
- 1969 - Mana, musicista, stilista e modello giapponese
- 1969 - Kevin Shinick, attore, produttore cinematografico e regista statunitense
- 1969 - Connor Trinneer, attore statunitense
- 1969 - Tanya Vannini, ex nuotatrice italiana
- 1969 - Arjan Vermeulen, ex calciatore olandese
- 1970 - Michelle Hendry, ex cestista canadese
- 1970 - Tracey Hinton, ex atleta paralimpica britannica
- 1970 - Janne Laukkanen, ex hockeista su ghiaccio finlandese
- 1970 - Vincenzo Li Muli, poliziotto italiano († 1992)
- 1970 - Jozef Majoroš, ex calciatore slovacco
- 1970 - Rick Mirer, ex giocatore di football americano statunitense
- 1970 - Renaldo, ex calciatore brasiliano
- 1970 - Aart Vierhouten, dirigente sportivo e ex ciclista su strada olandese
- 1971 - Nadja Auermann, supermodella tedesca
- 1971 - Florin Bătrânu, ex calciatore rumeno
- 1971 - José Cardozo, allenatore di calcio e ex calciatore paraguaiano
- 1971 - Eliécer Ellis, ex cestista panamense
- 1971 - Andrea Giuliacci, meteorologo e climatologo italiano
- 1971 - Sébastien Godefroid, ex velista belga
- 1971 - Yahya Golmohammadi, allenatore di calcio e ex calciatore iraniano
- 1971 - Anna Harina, schermitrice ucraina
- 1971 - Whitney Hedgepeth, ex nuotatrice statunitense
- 1971 - Arno Kompatscher, politico italiano
- 1971 - Julien MacDonald, stilista gallese
- 1971 - José Marco de Melo, ex giocatore di beach volley brasiliano
- 1971 - Gregorz Mielcarski, ex calciatore polacco
- 1971 - Marty Moore, ex giocatore di football americano statunitense
- 1971 - Barbara Morgenstern, musicista e cantante tedesca
- 1971 - Elisabetta Pizio, ex pattinatrice di velocità su ghiaccio italiana
- 1971 - Vasik Rajlich, scacchista ceco
- 1971 - Cleto Sagripanti, imprenditore italiano
- 1971 - Dean Smith, allenatore di calcio, dirigente sportivo e ex calciatore inglese
- 1971 - Al'fred Ter-Mkrtčjan, ex lottatore armeno
- 1972 - Isabelle Faust, violinista tedesca
- 1972 - Julie Lunde Hansen, ex sciatrice alpina norvegese
- 1972 - Sabina Schulze, ex nuotatrice tedesca orientale
- 1972 - Diāna Skrastiņa, ex cestista e allenatrice di pallacanestro lettone
- 1972 - Helena Vildová, ex tennista cecoslovacca
- 1973 - Meritxell Batet, politica spagnola
- 1973 - Halina Bašlakova, pentatleta bielorussa
- 1973 - Marjo Berasategui, attrice e modella spagnola
- 1973 - Brant Bjork, musicista e produttore discografico statunitense
- 1973 - Oliver Braun, ex cestista tedesco
- 1973 - Rodrigo Chagas, allenatore di calcio e ex calciatore brasiliano
- 1973 - Bun B, rapper statunitense
- 1973 - Elia Galera, attrice e conduttrice televisiva spagnola
- 1973 - Edyta Koryzna, ex cestista polacca
- 1973 - Miljenko Kovačić, calciatore croato († 2005)
- 1973 - Simmone Jade Mackinnon, attrice australiana
- 1973 - Sergej Makarov, ex giavellottista russo
- 1973 - John Michels, ex giocatore di football americano statunitense
- 1973 - Emma Pavanelli, politica italiana
- 1973 - Edith Rozsa, ex sciatrice alpina canadese
- 1973 - Vágner Rogério Nunes, ex calciatore brasiliano
- 1974 - Eleonora Bechis, politica italiana
- 1974 - Eleonora Carta, scrittrice italiana
- 1974 - Mirko Celestino, mountain biker e ex ciclista su strada italiano
- 1974 - Andrea Forte Calatti, regista, scenografo e drammaturgo italiano
- 1974 - Vida Guerra, modella e attrice cubana
- 1974 - Hanka Kupfernagel, ex ciclista su strada, ciclocrossista e pistard tedesca
- 1974 - José Nivaldo Martins Constante, ex calciatore brasiliano
- 1975 - Michael Alsbury, astronauta statunitense († 2014)
- 1975 - Federico Bondi, regista, montatore e sceneggiatore italiano
- 1975 - Andrea D'Ambrosio, regista e sceneggiatore italiano
- 1975 - Brann Dailor, batterista statunitense
- 1975 - Marcelo Damião, ex cestista brasiliano
- 1975 - Antonio Daniels, ex cestista statunitense
- 1975 - Giorgi Gakharia, politico georgiano
- 1975 - Vivian Hsu, cantante, attrice e modella taiwanese
- 1975 - Le Jingyi, ex nuotatrice cinese
- 1975 - Sergio Ponchione, illustratore e fumettista italiano
- 1975 - Luca Salsi, baritono italiano
- 1975 - José Carlos Santos da Silva, ex calciatore brasiliano
- 1976 - Rachel Blanchard, attrice canadese
- 1976 - Nino Bule, allenatore di calcio e ex calciatore croato
- 1976 - Mukhtarkhan Dildabekov, ex pugile kazako
- 1976 - Thom Hell, cantante norvegese
- 1976 - Black Coffee, disc jockey e produttore discografico sudafricano
- 1976 - Andre Miller, ex cestista e allenatore di pallacanestro statunitense
- 1976 - Alessandro Nesta, allenatore di calcio e ex calciatore italiano
- 1976 - José Luis Rondo, ex calciatore spagnolo
- 1976 - Stelios Sfakianakīs, ex calciatore greco
- 1976 - Nicholas Stoller, sceneggiatore e regista britannico
- 1976 - Messy Marv, rapper statunitense
- 1977 - Fayez Banihammad, terrorista emiratino († 2001)
- 1977 - José Duno, ex calciatore venezuelano
- 1977 - Jameel Heywood, ex cestista americo-verginiano
- 1977 - Robert Lindstedt, ex tennista svedese
- 1977 - Ebon Moss-Bachrach, attore statunitense
- 1977 - Yoshinori Okada, attore giapponese
- 1977 - David Ross, ex giocatore di baseball statunitense
- 1977 - Paola Sanna, ultramaratoneta italiana
- 1977 - Josep-Lluís Serrano Pentinat, vescovo cattolico spagnolo
- 1977 - Jorma Taccone, attore, sceneggiatore e regista statunitense
- 1977 - Veselin Velikov, allenatore di calcio e ex calciatore bulgaro
- 1977 - Scott Wilson, ex calciatore scozzese
- 1978 - Garth Greenwell, scrittore statunitense
- 1978 - Matej Krajčík, ex calciatore slovacco
- 1978 - Lenka, cantautrice e attrice australiana
- 1978 - Massimo Martellotta, polistrumentista, compositore e arrangiatore italiano
- 1978 - Cydonie Mothersille, velocista
- 1978 - Silvia Parietti, ex ciclista su strada italiana
- 1978 - Francesca Romanelli, giornalista e conduttrice televisiva italiana
- 1978 - Amy Winters, ex atleta paralimpica australiana
- 1979 - Luis Arcamone, ex calciatore argentino
- 1979 - Jon Belaustegui, ex pallamanista spagnolo
- 1979 - Abby Brammell, attrice televisiva statunitense
- 1979 - Franco Brienza, dirigente sportivo e ex calciatore italiano
- 1979 - Joanna Butterfield, atleta paralimpica e dirigente sportiva britannica
- 1979 - Davide Carrus, allenatore di calcio e ex calciatore italiano
- 1979 - Sergio Francisco, allenatore di calcio e ex calciatore spagnolo
- 1979 - Selma Hernandes, cantante brasiliana
- 1979 - Oksana Karas, regista russa
- 1979 - Christoph Kornschober, attore austriaco
- 1979 - Ivan Ljubičić, allenatore di tennis e ex tennista croato
- 1979 - Miloš Paravinja, ex cestista sloveno
- 1979 - Chrīstos Patsatzoglou, ex calciatore greco
- 1979 - Estelle Quérard, pallavolista francese
- 1979 - Vincenza Sicari, ex mezzofondista e maratoneta italiana
- 1979 - Hidayet Türkoğlu, dirigente sportivo, politico e ex cestista turco
- 1979 - Jair Ventura, allenatore di calcio e ex calciatore brasiliano
- 1979 - Cesáreo Victorino, ex calciatore messicano
- 1979 - Petr Voříšek, calciatore ceco
- 1979 - María Vázquez, attrice spagnola
- 1980 - Simone Barbato, attore, mimo e cantante lirico italiano
- 1980 - Michele Carminati, fumettista italiano
- 1980 - Antonella Costa, attrice italiana
- 1980 - Yann Devehat, ex cestista francese
- 1980 - Luca Ferri, ex calciatore italiano
- 1980 - Javier López, procuratore sportivo e ex calciatore argentino
- 1980 - Fabio Morena, dirigente sportivo, allenatore di calcio e ex calciatore tedesco
- 1980 - Lee Naylor, ex calciatore inglese
- 1980 - Agnes Pihlava, cantante polacca
- 1980 - Srebrenko Posavec, ex calciatore croato
- 1980 - Michel Renggli, ex calciatore svizzero
- 1980 - Koren Robinson, ex giocatore di football americano statunitense
- 1980 - Mikuni Shimokawa, cantante e compositrice giapponese
- 1980 - Adrian Sikora, calciatore polacco
- 1981 - Pavel Bartík, pallavolista slovacco
- 1981 - Gerolamo Cangiano, politico italiano
- 1981 - Dickson Choto, ex calciatore zimbabwese
- 1981 - Steve Cummings, ex ciclista su strada e pistard britannico
- 1981 - Morten Green, ex hockeista su ghiaccio danese
- 1981 - Casey Jacobsen, ex cestista statunitense
- 1981 - La sale Famine de Valfunde, cantautore e chitarrista francese
- 1981 - Luis Moreno, ex calciatore panamense
- 1981 - Allan Nørregaard, velista danese
- 1981 - Marysia Starosta, cantante polacca
- 1981 - Bastian Steger, tennistavolista tedesco
- 1981 - Kolo Touré, allenatore di calcio e ex calciatore ivoriano
- 1982 - Ronny Büchel, allenatore di calcio e ex calciatore liechtensteinese
- 1982 - Alejandra Chesta, ex cestista argentina
- 1982 - Leonardo D'Imporzano, apneista e giornalista italiano
- 1982 - Leandro de Almeida, ex calciatore brasiliano
- 1982 - Jennifer Derevjanik, ex cestista e allenatrice di pallacanestro statunitense
- 1982 - Jorge Rodrigues, ex calciatore portoghese
- 1982 - Nicole Ferroni, attrice, comica e conduttrice radiofonica francese
- 1982 - Miguel Fidalgo, ex calciatore portoghese
- 1982 - Valentin Filatov, ex calciatore russo
- 1982 - Kevin Hansen, ex pallavolista statunitense
- 1982 - Triana Iglesias, modella norvegese
- 1982 - Brad Jones, ex calciatore australiano
- 1982 - Ville Kaunisto, ex cestista e politico finlandese
- 1982 - Alexandra Marinescu, ex ginnasta rumena
- 1982 - Lăčezar Mladenov, ex calciatore bulgaro
- 1982 - Obinna Nwaneri, ex calciatore nigeriano
- 1982 - Nuno Piloto, allenatore di calcio e ex calciatore portoghese
- 1982 - Landon Powell, ex giocatore di baseball statunitense
- 1982 - Eduardo Saverin, imprenditore brasiliano
- 1982 - Peter Struger, ex sciatore alpino austriaco
- 1982 - Fatjon Tafaj, ex calciatore e allenatore di calcio albanese
- 1982 - Joel Tesis, cestista panamense
- 1982 - Patricio Toranzo, ex calciatore argentino
- 1982 - José Luis Valencia, ex calciatore ecuadoriano
- 1982 - Frosō Vlachou, ex cestista greca
- 1983 - Thiago Bordin, danzatore e coreografo brasiliano
- 1983 - Pablo Bustinduy, politico spagnolo
- 1983 - Elisa Cucchiella, rugbista a 15 italiana
- 1983 - Tomoyoshi Koyama, pilota motociclistico giapponese
- 1983 - Tuğçe Kumral, attrice turca
- 1983 - Daniil Martynov, generale russo
- 1983 - Federica Mazzone, ex cestista italiana
- 1983 - Matt McJunkins, bassista e produttore discografico statunitense
- 1983 - Matt Sydal, wrestler statunitense
- 1984 - Bianca Balti, supermodella italiana
- 1984 - Simon Bræmer, calciatore danese
- 1984 - Chan Dara, calciatore cambogiano
- 1984 - Samuela De Nardi, pilota motociclistica italiana
- 1984 - Degu Debebe, calciatore etiope
- 1984 - Kerri Gardin, ex cestista statunitense
- 1984 - Markus Halsti, ex calciatore finlandese
- 1984 - Andrea Iannilli, ex cestista italiano
- 1984 - James Kirkland, pugile statunitense
- 1984 - Alessandro Paoli, pallavolista italiano
- 1984 - Gary Twigg, ex calciatore scozzese
- 1984 - Angelo Zimmerman, ex calciatore olandese
- 1985 - Mersudin Ahmetović, ex calciatore bosniaco
- 1985 - Albert Baning, ex calciatore camerunese
- 1985 - Artёm Bystrov, attore russo
- 1985 - Yolanthe Sneijder-Cabau, conduttrice televisiva, attrice e modella olandese
- 1985 - Tobias Eriksson, ex calciatore svedese
- 1985 - Beatriz Fernández Ibanez, pallamanista spagnola
- 1985 - Anton Lahdenperä, ex sciatore alpino svedese
- 1985 - Chan Kin Seng, calciatore macaense
- 1985 - Caroline Seger, calciatrice svedese
- 1985 - David Svoboda, pentatleta ceco
- 1985 - Alexis Thébaux, ex calciatore francese
- 1985 - Manuchar Tskhadaia, lottatore georgiano
- 1985 - Sean Wroe, velocista australiano
- 1986 - Ahmad Bradshaw, ex giocatore di football americano statunitense
- 1986 - Daniel Dillon, ex cestista australiano
- 1986 - Papa Kouli Diop, ex calciatore senegalese
- 1986 - Michael Drayer, attore statunitense
- 1986 - Sophie Ferguson, ex tennista australiana
- 1986 - Stefan Guay, allenatore di sci alpino e ex sciatore alpino canadese
- 1986 - Leonardo José Aparecido Moura, ex calciatore brasiliano
- 1986 - Omar Mouhli, cestista tunisino
- 1986 - Veronica Piris, cantante italiana
- 1986 - Michael Sablatnik, ex sciatore alpino austriaco
- 1986 - Susanne Sundfør, cantautrice, compositrice e produttrice discografica norvegese
- 1986 - Anna V'jalicyna, modella russa
- 1987 - Akram Abdul Ghanee, calciatore maldiviano
- 1987 - Vittoria Bussi, ex ciclista su strada e ex pistard italiana
- 1987 - Susanna Ceccardi, politica italiana
- 1987 - Ding Feng, tiratore a segno cinese
- 1987 - Roman Erëmenko, calciatore finlandese
- 1987 - Lars Haugen, hockeista su ghiaccio norvegese
- 1987 - Armin Hofer, ex hockeista su ghiaccio italiano
- 1987 - Victor Kimutai, maratoneta e mezzofondista keniota
- 1987 - Magnus Krog, combinatista nordico norvegese
- 1987 - AJ Lee, scrittrice e ex wrestler statunitense
- 1987 - Lee Joo-yeon, attrice sudcoreana
- 1987 - Josie Loren, attrice statunitense
- 1987 - Dmitrij Malyško, ex biatleta russo
- 1987 - Yasin Öztekin, calciatore tedesco
- 1987 - Steinar Strømnes, ex calciatore norvegese
- 1987 - Michal Švec, ex calciatore ceco
- 1987 - Miloš Teodosić, ex cestista serbo
- 1987 - Mike Zubi, cantante e attore argentino
- 1988 - Corrin Brooks-Meade, calciatore montserratiano († 2025)
- 1988 - Martina Fassina, ex cestista italiana
- 1988 - Clayton Kershaw, giocatore di baseball statunitense
- 1988 - Morten Krogh, arbitro di calcio danese
- 1988 - Max Kruse, ex calciatore tedesco
- 1988 - Maksim Michajlov, pallavolista russo
- 1988 - José Montiel, calciatore paraguaiano
- 1988 - Freddie Smith, attore statunitense
- 1988 - Muhamed Subašić, calciatore bosniaco
- 1988 - Rowendy Sumter, calciatore olandese
- 1988 - Ben Uzoh, cestista e allenatore di pallacanestro statunitense
- 1988 - Zhou Lulu, sollevatrice cinese
- 1988 - Davronçon Ėrgašev, calciatore tagiko
- 1989 - Jordan Adéoti, calciatore francese
- 1989 - Hannes Aigner, canoista tedesco
- 1989 - Pedro Alcalá, calciatore spagnolo
- 1989 - Chema Antón, calciatore spagnolo
- 1989 - Genoveva Añonma, calciatrice equatoguineana
- 1989 - Rolando Cepeda, pallavolista cubano
- 1989 - Babak Ghorbani, lottatore iraniano († 2014)
- 1989 - Vincent Hancock, tiratore a volo statunitense
- 1989 - Stephanie Horner, nuotatrice canadese
- 1989 - Diego Madrigal, calciatore costaricano
- 1989 - Trevor Peters, calciatore anglo-verginiano
- 1989 - Gintarė Petronytė, ex cestista lituana
- 1989 - Rajko Rotman, calciatore sloveno
- 1989 - Andrea Saccaggi, cestista italiano
- 1989 - Tyson Sexsmith, ex hockeista su ghiaccio canadese
- 1989 - Eugen Sidorenco, calciatore moldavo
- 1990 - Sjarhei Astapčuk, hockeista su ghiaccio bielorusso († 2011)
- 1990 - Ivan Banovac, pallanuotista croato
- 1990 - Jhony Galli, calciatore uruguaiano
- 1990 - Carmelo Lumia, lottatore italiano
- 1990 - Christopher Maboulou, calciatore francese († 2021)
- 1990 - E.J. Manuel, ex giocatore di football americano statunitense
- 1990 - Florian Martin, calciatore francese
- 1990 - Emanuel Moreno, calciatore argentino
- 1990 - Anders Nilsson, hockeista su ghiaccio svedese
- 1990 - Derick Ogbu, ex calciatore nigeriano
- 1990 - Dmïtrïý Şomko, calciatore kazako
- 1990 - Jonathan Urretaviscaya, calciatore uruguaiano
- 1990 - Tavon Wilson, giocatore di football americano statunitense
- 1991 - Caio Bonfim, marciatore brasiliano
- 1991 - Garrett Clayton, attore, cantante e ballerino statunitense
- 1991 - Dee Ford, giocatore di football americano statunitense
- 1991 - Maciej Gajos, calciatore polacco
- 1991 - Valentina Greggio, sciatrice di velocità italiana
- 1991 - Katarzyna Kiedrzynek, calciatrice polacca
- 1991 - Aleksandr Kokorin, calciatore russo
- 1991 - Chukwudiebere Maduabum, cestista nigeriano
- 1991 - Yohandry Orozco, calciatore venezuelano
- 1991 - Rodolfo Alves de Melo, calciatore brasiliano
- 1991 - Janina Schenk, ex sciatrice alpina italiana
- 1991 - José Simeón, ex cestista spagnolo
- 1991 - Ameer Webb, velocista statunitense
- 1992 - François Bidard, ex ciclista su strada francese
- 1992 - Josephine Chukwunonye, calciatrice nigeriana
- 1992 - Álex Gallar, calciatore spagnolo
- 1992 - Ørjan Hopen, calciatore norvegese
- 1992 - Miloš Jojić, calciatore serbo
- 1992 - Adam Loomis, ex combinatista nordico statunitense
- 1992 - Alex Maloney, velista neozelandese
- 1992 - Sameh Maraaba, calciatore palestinese
- 1992 - Evaldas Petrauskas, pugile lituano
- 1992 - Moron Phillip, calciatore grenadino
- 1992 - Ïgor' Pïkalkïn, calciatore kazako
- 1992 - Cody Sokol, ex giocatore di football americano statunitense
- 1993 - Fabian Bleck, cestista tedesco
- 1993 - Klemen Bolha, calciatore sloveno
- 1993 - Jazz Cartier, rapper canadese
- 1993 - Robert Crawford, ex calciatore scozzese
- 1993 - Hicham Faik, calciatore olandese
- 1993 - Aleksandr Kozlov, calciatore russo († 2022)
- 1993 - Vojtěch Kubista, calciatore ceco
- 1993 - Abdelkrim Ouakali, lottatore algerino
- 1993 - Frank Pasche, ex pistard e ciclista su strada svizzero
- 1993 - Marcin Piechowicz, cestista polacco
- 1993 - Danijel Romić, calciatore croato
- 1993 - Francesco Ruberto, calciatore italiano
- 1993 - Abdelkader Salhi, calciatore algerino
- 1993 - Henry Slade, rugbista a 15 inglese
- 1993 - Mateusz Szwoch, calciatore polacco
- 1993 - Benjamin Thorne, marciatore canadese
- 1993 - Tommaso Vergano, pallanuotista italiano
- 1993 - Tessa Wullaert, calciatrice belga
- 1993 - Hakim Ziyech, calciatore marocchino
- 1993 - Cleylton Santos, calciatore brasiliano
- 1994 - Diego Caverzasi, mountain biker e youtuber italiano
- 1994 - Scott Donaldson, giocatore di snooker scozzese
- 1994 - Magnus Egilsson, calciatore faroese
- 1994 - Artem Favorov, calciatore ucraino
- 1994 - Fletcher, cantante statunitense
- 1994 - Sam Mattis, discobolo statunitense
- 1994 - Saad Natiq, calciatore iracheno
- 1994 - Marco Rosafio, calciatore italiano
- 1994 - Desirée Rossit, altista italiana
- 1995 - Ana Bajić, taekwondoka serba
- 1995 - Héctor Bellerín, calciatore spagnolo
- 1995 - Philip Bolden, attore statunitense
- 1995 - Aleksandar Bursać, cestista serbo
- 1995 - Sanni Franssi, calciatrice finlandese
- 1995 - Donte Grantham, cestista statunitense
- 1995 - Lin Gaoyuan, tennistavolista cinese
- 1995 - Julia Montés, attrice e modella filippina
- 1995 - Kasper Skaanes, calciatore norvegese
- 1995 - Thomas Strakosha, calciatore albanese
- 1995 - Clayson Henrique da Silva Vieira, calciatore brasiliano
- 1996 - Christian Borgnaes, sciatore alpino austriaco
- 1996 - Mariona Caldentey, calciatrice spagnola
- 1996 - Álex Corredera, calciatore spagnolo
- 1996 - Barbara Haas, tennista austriaca
- 1996 - Yung Gravy, rapper, cantautore e produttore discografico statunitense
- 1996 - Yannick Mayr, giocatore di football americano austriaco
- 1996 - Quenton Nelson, giocatore di football americano statunitense
- 1996 - Miki Oračev, calciatore bulgaro
- 1996 - Liam O'Reilly, cestista statunitense
- 1996 - Alexandru Tudorie, calciatore rumeno
- 1996 - Armani Watts, giocatore di football americano statunitense
- 1997 - Andrea Fantozzi, hockeista su pista italiano
- 1997 - Noemie Fox, canoista australiana
- 1997 - Sagaba Konate, cestista maliano
- 1997 - Kwak Dong-yeon, attore sudcoreano
- 1997 - Zakhele Lepasa, calciatore sudafricano
- 1997 - Alexandros Malīs, calciatore greco
- 1997 - Rūta Meilutytė, nuotatrice lituana
- 1997 - Elisa Policari, cestista italiana
- 1997 - Jan Repas, calciatore sloveno
- 1997 - Dajan Shehi, calciatore albanese
- 1997 - Abdullah Hassoun, calciatore saudita
- 1997 - Raoul Vázquez, cantautore e musicista spagnolo
- 1997 - Ricarda Walkling, calciatrice tedesca
- 1997 - Jackson Yueill, calciatore statunitense
- 1998 - Caterina Carpano, snowboarder italiana
- 1998 - José Gabriel Cevallos, calciatore ecuadoriano
- 1998 - Julian Love, giocatore di football americano statunitense
- 1998 - Aleksandr Maksimenko, calciatore russo
- 1998 - Ricardo Mangas, calciatore portoghese
- 1998 - Julián Marcioni, calciatore argentino
- 1998 - Jonathan Josué Martínez Solano, calciatore costaricano
- 1998 - Sakura Miyawaki, cantante, modella e attrice giapponese
- 1998 - Louis Olinde, cestista tedesco
- 1998 - Shaquille Pinas, calciatore olandese
- 1998 - Brigitte Sleeking, pallanuotista olandese
- 1998 - Tihomir Todorov, giocatore di football americano serbo
- 1999 - Giacomo Bertoncelli, ostacolista italiano
- 1999 - Simon Boypa, velocista francese
- 1999 - Servaas Buysschaert, cestista belga
- 1999 - Nico Collins, giocatore di football americano statunitense
- 1999 - Boubacari Doucouré, calciatore francese
- 1999 - Oliver Edvardsen, calciatore norvegese
- 1999 - Ricard Fernández, calciatore andorrano
- 1999 - Prentiss Hubb, cestista statunitense
- 1999 - David Tavares, calciatore capoverdiano
- 1999 - Francisco Ortega, calciatore argentino
- 1999 - Sami Outalbali, attore francese
- 1999 - Jessica Schilder, pesista olandese
- 1999 - John Michael Schmitz, giocatore di football americano statunitense
- 2000 - Niccolò Corrado, calciatore italiano
- 2000 - Simone Ghidotti, calciatore italiano
- 2000 - Alexandra Jóhannsdóttir, calciatrice islandese
- 2000 - Rafael Melo, calciatore uruguaiano
- 2000 - Ivan Milosavljević, calciatore serbo
- 2000 - Jokin Murguialday, ciclista su strada e ciclocrossista spagnolo
- 2000 - Diego Orecchioni, sciatore alpino francese
- 2000 - Lucas Lund Pedersen, calciatore danese
- 2000 - Su Weide, ginnasta cinese
- 2000 - Michael Woods II, giocatore di football americano statunitense

## XXI secolo(32)
- 2001 - David Affengruber, calciatore austriaco
- 2001 - Atli Barkarson, calciatore islandese
- 2001 - Dean Campbell, calciatore scozzese
- 2001 - Kei'Trel Clark, giocatore di football americano samoano americano
- 2001 - Milan Fretin, ciclista su strada e pistard belga
- 2001 - Leon Gütl, snowboarder tedesco
- 2001 - Derick Hall, giocatore di football americano statunitense
- 2001 - Ahalya Lettenberger, nuotatrice statunitense
- 2001 - Lamjed Maafi, lottatore tunisino
- 2001 - Ernest Muçi, calciatore albanese
- 2001 - Kevin Vázquez, calciatore argentino
- 2001 - Ed Carlos, calciatore brasiliano
- 2002 - Raúl Camacho, calciatore messicano
- 2002 - Alan Do Marcolino, calciatore gabonese
- 2002 - Nacho Martín, calciatore spagnolo
- 2002 - Josh Mason, pilota automobilistico britannico
- 2002 - Lorenzo Milesi, ciclista su strada italiano
- 2002 - Marvin Mims, giocatore di football americano statunitense
- 2002 - Maëva Squiban, ciclista su strada francese
- 2002 - Luan Campos, calciatore brasiliano
- 2002 - Biel, calciatore brasiliano
- 2003 - Ekaterina Antropova, pallavolista russa
- 2003 - Owen Gene, calciatore francese
- 2003 - Arash Motaraghebjafarpour, calciatore svedese
- 2003 - Nicolò Savona, calciatore italiano
- 2004 - Carlos Forbs, calciatore portoghese
- 2004 - Fraida Hassanatte, mezzofondista ciadiana
- 2004 - Jevhenij Pastuch, calciatore ucraino
- 2005 - Afonso Moreira, calciatore portoghese
- 2008 - Máximo Quiles, pilota motociclistico spagnolo
- 2008 - Shin Ji-a, pattinatrice artistica su ghiaccio sudcoreana
- 2020 - Jigme Ugyen Wangchuck, principe bhutanese